# Aquell Nadal
Aquell Nadal (títol original en anglès, That Christmas) és una pel·lícula de comèdia fantàstica de Nadal de 2024 produïda per Locksmith Animation, animada per DNEG Animation i distribuïda per Netflix. Dirigida per Simon Otto en el seu debut com a director i basada en una sèrie de llibres infantils de Richard Curtis, és protagonitzada per les veus originals de Brian Cox, Fiona Shaw, Jodie Whittaker i Bill Nighy. S'ha doblat i subtitulat al català.
La pel·lícula es va exhibir per primer cop al Festival de Cinema de Londres al Southbank Centre el 19 d'octubre de 2024. Es va estrenar a Netflix el 4 de desembre del mateix any.

## Producció
El novembre de 2019, es va anunciar que Locksmith Animation estava desenvolupant The Empty Stocking, un film animat basat en una sèrie de llibres infantils de Richard Curtis. El juny de 2021, Locksmith va anunciar que Simon Otto dirigiriala pel·lícula com a debut com a director, que s'havia retitulat That Christmas, traduït al català com a Aquell Nadal. El maig de 2022, Locksmith Animation va confirmar que havia atorgat la producció digital de la seva segona pel·lícula, Aquell Nadal, a DNEG Animation, després de la seva col·laboració a la pel·lícula debut de Locksmith, Ron dona error. El juny de 2022, Aquell Nadal es va presentar com a part de la llista de pel·lícules d'animació de Netflix. El 20 de març de 2024, es va anunciar que les veus de Brian Cox, Fiona Shaw, Jodie Whittaker i Bill Nighy protagonitzarien la pel·lícula.

## Música
El novembre de 2023, es va confirmar que John Powell compondria la partitura de la pel·lícula. L'agost de 2024, es va anunciar que Ed Sheeran aportaria una cançó original exclusiva de la pel·lícula i la seva banda sonora titulada "Under the Tree".

## Estrena
Aquell Nadal es va estrenar a Netflix el 4 de desembre de 2024. Originalment, 20th Century Fox havia d'exhibir-la com a part del seu acord amb Locksmith fins a l'adquisició de l'estudi per part de Disney el 2019. Després d'abandonar Fox i anunciar un nou acord amb Warner Bros. Pictures i Warner Bros. Pictures Animation (abans Warner Animation Group) l'octubre de 2019, s'esperava que la pel·lícula fos estrenada per l'estudi, però, el juny de 2022, Netflix va adquirir els drets de distribució del film amb Netflix Animation sota el seu segell.